# Uttar Mahammadpur
Uttar Mahammadpur è una suddivisione dell'India, classificata come census town, di 6.192 abitanti, situata nel distretto di Murshidabad, nello stato federato del Bengala Occidentale. In base al numero di abitanti la città rientra nella classe V (da 5.000 a 9.999 persone).

## Geografia fisica
La città è situata a 24° 38' 50 N e 87° 59' 36 E.

## Società

### Evoluzione demografica
Al censimento del 2001 la popolazione di Uttar Mahammadpur assommava a 6.192 persone, delle quali 3.130 maschi e 3.062 femmine. I bambini di età inferiore o uguale ai sei anni assommavano a 1.478, dei quali 767 maschi e 711 femmine. Infine, coloro che erano in grado di saper almeno leggere e scrivere erano 2.042, dei quali 1.316 maschi e 726 femmine.